# Frank Rijkaard
Franklin Edmundo Rijkaard, detto Frank (Amsterdam, 30 settembre 1962), è un ex calciatore e allenatore di calcio olandese, di ruolo centrocampista o difensore.
Ritenuto uno dei migliori mediani della storia, insieme con Ruud Gullit e Marco van Basten fece parte del celebre trio olandese del Milan che vinse numerosi trofei tra la fine degli anni 1980 e i primi anni 1990. Ha giocato per l'Ajax, il Real Saragozza e il Milan, e ha rappresentato la sua nazionale 73 volte, segnando 10 gol.
Ha vinto complessivamente 4 Coppe dei Campioni/Champions League, tre da giocatore (nel 1988-1989 e 1989-1990 con il Milan e nel 1994-1995 con l’Ajax) e una da allenatore del Barcellona (2005-2006). Con la nazionale olandese è stato campione d'Europa nel 1988.

## Caratteristiche tecniche

### Giocatore
Nato difensore centrale, si affermò nel Milan di Sacchi e Capello come incontrista prima e rifinitore poi. Le sue proiezioni offensive furono decisive in particolare per la conquista della Coppa dei Campioni 1989-1990: la rete decisiva da lui messa a segno nella finale di Vienna è il frutto di un inserimento nella difesa avversaria dopo un rapido fraseggio con i compagni di squadra.

## Carriera

### Giocatore

#### Club

##### Ajax e Real Saragozza

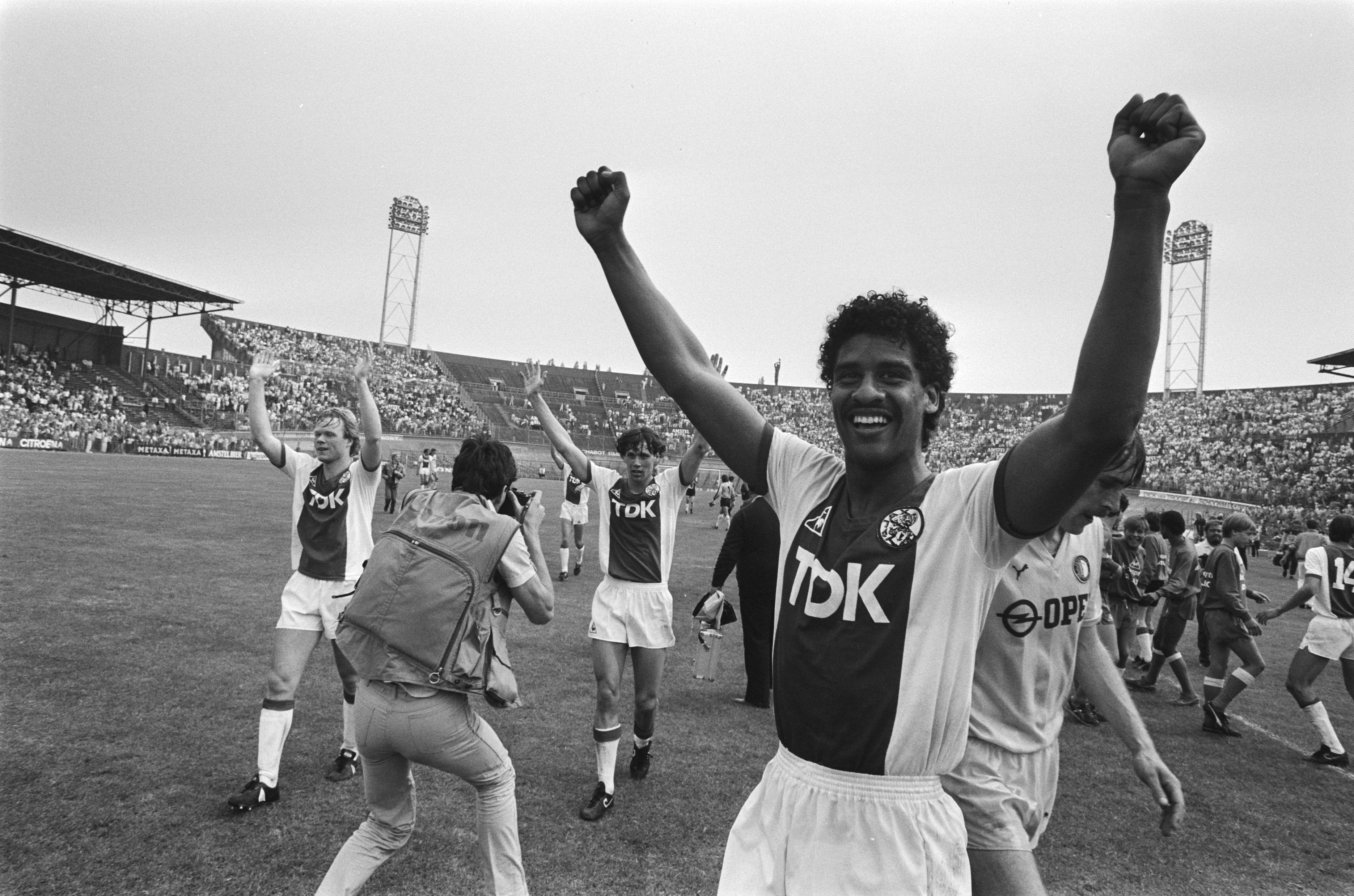
Rijkaard esultante in maglia ajacide nel 1985; sullo sfondo i compagni di squadra Marco van Basten (al centro) e Ronald Koeman (a sinistra).

Figlio di Herman (1935-2010), un ex calciatore originario del Suriname, Rijkaard aveva solo 17 anni quando l'allenatore dell'Ajax Leo Beenhakker lo fece debuttare da titolare in prima squadra nel 1980. Il suo esordio ebbe un impatto immediato, avendo segnato per la sua squadra nel 4-2 contro i Go Ahead Eagles. Giocò ancora 23 volte per l'Ajax nella sua prima stagione, segnando un totale di 4 gol in campionato, più uno al debutto in Coppa dei Campioni nella gara degli ottavi di finale persa contro il Bayern Monaco. Nel 1982 vinse la sua prima Eredivisie con l'Ajax, e difese il titolo l'anno successivo.
Dopo essere ormai diventato una colonna portante della squadra biancorossa e aver contribuito in modo decisivo, nel 1987, alla vittoria della Coppa delle Coppe, nel giugno dello stesso anno vestì ufficiosamente una prima volta la maglia del Milan, per un breve prestito in occasione del Mundialito per club; quindi nell'estate seguente firmò un contratto con lo Sporting Lisbona, ma venne tesserato troppo tardi dai portoghesi per poterlo iscrivere alle coppe europee in quella stagione. Fu immediatamente girato in prestito al Real Saragozza, ma la stagione in Spagna si rivelò deludente: poche le gare giocate, complice anche un infortunio, sicché nell'estate seguente si accordò, stavolta ufficialmente, con il Milan.

##### Milan
Acquistato dal Milan per 5,8 miliardi di lire, si affermò come uno dei calciatori chiave della forte squadra allenata da Arrigo Sacchi, che in cinque anni di militanza lo trasformò da difensore centrale a centrocampista: il tecnico romagnolo da sempre stravedeva per lui, tanto da imporre al neopresidente Berlusconi di rinunciare a ingaggiare il suo pupillo, il trequartista argentino Claudio Borghi, per fargli spazio.
Giocando al fianco di altri olandesi come Marco van Basten e Ruud Gullit, Rijkaard vinse la Coppa dei Campioni del 1988-1989 nella finale contro la Steaua Bucarest al Camp Nou di Barcellona (4-0) e nel 1989-1990 nella finale contro il Benfica al Prater di Vienna (suo il gol decisivo nella partita vinta per 1-0 sui portoghesi). Nel dicembre 1990 decise con una doppietta la finale della Coppa intercontinentale contro l'Olimpia e al termine della gara, disputata a Tokyo, fu premiato come miglior giocatore. Nel 1993 a Monaco di Baviera giocò un'altra finale della massima competizione europea – la prima dell'era Champions League –, persa contro l'Olympique Marsiglia.

Rijkaard (a sinistra) in maglia milanista nel campionato 1991-1992, contrastato dal torinista Roberto Policano.

A Milano si aggiudicò due volte lo scudetto (1991-1992, anno nel quale ricevette il Guerin d'oro come miglior giocatore del campionato, e 1992-1993). Si classificò inoltre per due volte consecutive terzo nella graduatoria del Pallone d'oro, nel 1988 e nel 1989, preceduto in entrambi i casi da compagni di squadra (i connazionali Van Basten e Gullit nel primo, lo stesso centravanti e Franco Baresi nel secondo).

##### Ritorno all'Ajax
Dopo cinque stagioni in Italia, Rijkaard tornò all'Ajax nell'estate 1993. Con Louis van Gaal in panchina, Rijkaard e Danny Blind formarono il nucleo difensivo che permise al club di Amsterdam di vincere 2 campionati di Eredivisie consecutivi nelle stagioni 1993-1994 e 1994-1995. A questo punto l'Ajax si preparò a dare l'assalto alle coppe europee. Nella sua ultima partita da calciatore Rijkaard vinse nuovamente la Coppa dei Campioni, con una vittoria per 1-0 ai danni proprio del Milan, grazie a un suo assist a Patrick Kluivert, nella finale del 1994-1995 allo stadio Ernst Happel di Vienna, dove cinque anni prima, nella finale contro il Benfica, aveva segnato il gol che aveva dato al Milan la sua quarta Coppa dei Campioni. Il capitano Danny Blind alzò la coppa, che per l'Ajax era a sua volta la quarta.

#### Nazionale

Rijkaard (a destra) impegnato con i al, qui contrastato dall'inglese Paul Gascoigne.

A livello internazionale Rijkaard fece il suo debutto con i Paesi Bassi nel 1981. Fece parte della spedizione olandese che vinse l'europeo di calcio del 1988 nella finale contro l'Unione Sovietica, giocando al centro della difesa insieme a Ronald Koeman, e in tale ruolo venne inserito nell'elenco della squadra ideale della manifestazione.
Rijkaard ha anche partecipato alle edizioni della Coppa del mondo del 1990 (nella quale fece scandalo lo sputo che riservò al tedesco Völler durante la partita degli ottavi di finale giocata a San Siro) e del 1994 e all'europeo del 1992, dove i Paesi Bassi raggiunsero la semifinale. Fece la sua ultima apparizione in nazionale nella sconfitta per 3-2 subita ai quarti di finale contro i futuri campioni del mondo del Brasile al mondiale di Stati Uniti 1994.
Ha collezionato 73 gettoni di presenza in maglia arancione, realizzando 10 gol.

### Allenatore

#### Nazionale olandese e Sparta Rotterdam
Iniziò la carriera di allenatore il 13 gennaio 1998 come vice di Guus Hiddink in Nazionale. Il successivo 1º luglio fu nominato commissario tecnico proprio degli oranje entrando in carica dopo i mondiali. Riuscì a condurre la sua nazionale fino alla semifinale dell'europeo 2000, giocato in casa. I Paesi Bassi fecero vedere un gioco tra i migliori della manifestazione, ma persero la semifinale contro l'Italia ai tiri di rigore e Rijkaard si dimise immediatamente, il 30 giugno 2000.
Il 1º luglio 2001 firmò per lo Sparta Rotterdam, la più antica squadra professionistica dei Paesi Bassi, che militava nella Eredivisie, la massima serie olandese. Sotto la sua guida il club retrocesse in Eerste Divisie per la prima volta nella sua storia. Rijkaard non ebbe buoni rapporti con la dirigenza della squadra e dopo aver ricevuto minacce di morte si dimise dalla carica il 30 maggio 2002.

#### Barcellona
Rijkaard non stette a lungo senza allenare: un anno dopo, il 24 giugno 2003, fu nominato allenatore del Barcellona per la stagione 2003-2004. Rijkaard arrivò a Barcellona quando il club stava entrando in una nuova fase della sua storia, con l'elezione del nuovo presidente Joan Laporta e dei nuovi quadri generali. Rijkaard ereditava una squadra, con l'eccezione del solo nuovo arrivato Ronaldinho (che era la seconda scelta del club dopo Beckham), composta da molti giocatori della vecchia guardia, che non vinceva un trofeo dal 1999.

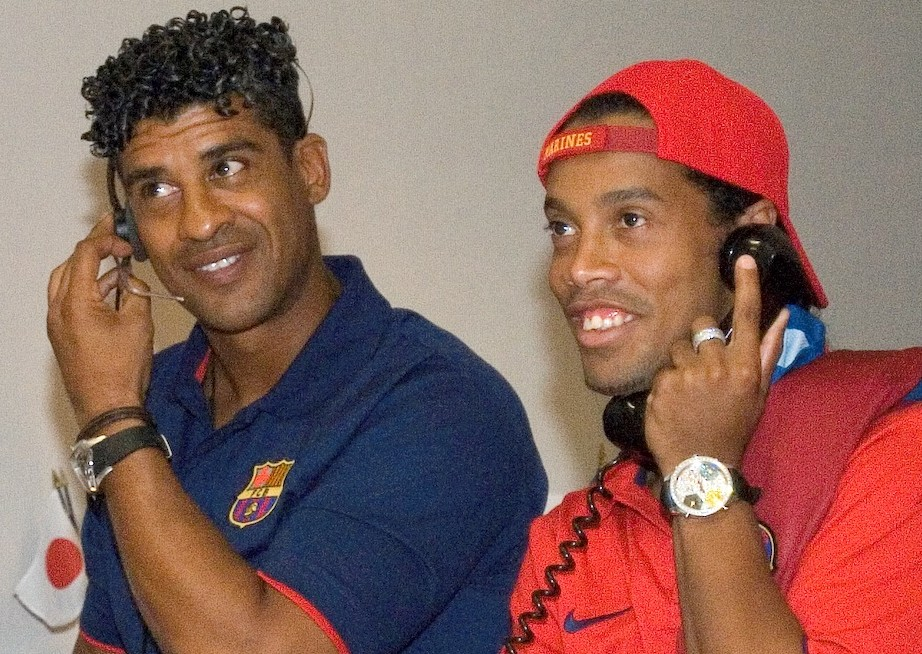
Rijkaard (a sinistra) tecnico del nel 2006, qui insieme al suo giocatore Ronaldinho durante una visita al Lyndon B. Johnson Space Center della NASA.

Alla fine della stagione 2003-2004 il Barça arrivò secondo nella Liga, benché fosse a un punto dalla zona retrocessione all'inizio della stagione e a 17 punti dalla capolista Real Madrid. Decisive furono per il cambio di rotta due mosse: il passaggio dal modulo 4-2-3-1 al 4-3-3 e l'acquisto, nel mercato di gennaio, di Edgar Davids. Il risultato fu una clamorosa rimonta, con i blaugrana capaci di vincere 17 delle ultime 20 partite, sufficienti però solo per un onorevole secondo posto, a 5 lunghezze dal Valencia campione.
Dopo l'annata dell'esordio da subentrante a stagione in corso, Rijkaard e la società costruirono una squadra capace di vincere il titolo nei due anni seguenti. Rijkaard divenne il primo allenatore del Barcellona a vincere per due volte nello stadio del Real Madrid, il Santiago Bernabéu. Nel 2004-2005 l'olandese fondò la squadra sull'asse Rafael Márquez-Xavi-Deco, con Andrés Iniesta prima alternativa dalla panchina, e in attacco schierò il tridente Ludovic Giuly-Samuel Eto'o-Ronaldinho, oltre a dare spazio in prima squadra al giovane talento Lionel Messi, che alla penultima giornata della Liga segnò all'Albacete il suo primo gol in maglia blaugrana. La squadra catalana si aggiudica il campionato dopo sei anni e in estate si rinforza con gli arrivi di Mark van Bommel e Santiago Ezquerro, come alternative rispettivamente a Xavi e Ronaldinho. Il 2005-2006 sarà una stagione memorabile, coronata dalla doppia vittoria di campionato e Champions League. Si ricordano vittorie di prestigio quali lo 0-3 inflitto al Real Madrid al Bernabéu (19 novembre 2005) o la vittoria a San Siro contro il Milan (0-1) dell'aprile 2006, nella semifinale di andata di Champions, mentre la corsa del Barça in Copa del Rey si ferma ai quarti di finale contro il Real Saragozza di Diego Milito, poi sconfitto in finale dall'Espanyol. L'8 marzo 2006 Rijkaard fu premiato dalla UEFA, in occasione del giubileo della confederazione continentale, per essere risultato tra i 50 migliori giocatori europei degli ultimi 50 anni in base al sondaggio effettuato dal sito uefa.com. Il 17 maggio 2006 Rijkaard guidò il Barcellona alla conquista della Champions League 2005-2006, ottenuta battendo in finale l'Arsenal per 2-1 allo Stade de France. Questa vittoria lo fece diventare il quinto calciatore, dopo Miguel Muñoz, Giovanni Trapattoni, Johan Cruijff e Carlo Ancelotti, ad aver vinto la Champions League sia da giocatore sia da allenatore. A livello individuale nel 2006 Rijkaard fu nominato migliore allenatore del mondo dalla Federazione Internazionale di Storia e Statistica del Calcio (IFFHS), davanti a José Mourinho e Juande Ramos.
La stagione 2006-2007, che aveva visto in entrata Lilian Thuram e Gianluca Zambrotta più Eidur Gudjohnsen in sostituzione di Henrik Larsson, si chiuse con una dolorosa coabitazione in vetta alla Liga con il Real Madrid, che però vinse il titolo grazie a una migliore differenza reti, e con una disfatta in semifinale di Copa del Rey contro il Getafe (uno 0-4 che ribaltava il 5-2 dell'andata al Camp Nou).
L'8 maggio 2008, il giorno seguente alla sconfitta per 4-1 contro il Real Madrid che costrinse i blaugrana ai preliminari della Champions League 2008-2009, il Barcellona ufficializzò il suo esonero, avvenuto il 30 giugno 2008. Sulla panchina dei catalani gli successe Josep Guardiola.

#### Galatasaray
Il 5 giugno 2009 fu ufficializzato il suo trasferimento sulla panchina del Galatasaray, squadra della Süper Lig turca.
Concluse la stagione al terzo posto in classifica, qualificandosi per la UEFA Europa League. Rescisse, di comune accordo con il club, il suo contratto il 20 ottobre 2010.

#### Arabia Saudita e ritiro
Il 2 luglio 2011 diventò CT dell'Arabia Saudita, firmando un contratto triennale per un salario di 5,3 milioni l'anno. Il 29 febbraio 2012 la nazionale araba allenata da Rijkaard fu eliminata dalle qualificazioni al campionato del mondo 2014 dopo la sconfitta per 4-2 contro l'Australia. Il 16 gennaio 2013 Rijkaard fu esonerato a seguito dell'eliminazione della nazionale dalla Coppa del Golfo 2013.
Il 18 marzo 2014 annunciò il proprio ritiro dalla carriera di allenatore.
Da diversi anni ormai ambasciatore della Johan Cruijff Foundation, nel febbraio del 2023 ha aperto un ristorante italiano ad Utrecht insieme al suo ex compagno di squadra Marco van Basten.

## Statistiche

### Giocatore

#### Presenze e reti nei club
| Stagione        | Squadra         | Campionato      | Campionato | Campionato | Coppe nazionali | Coppe nazionali | Coppe nazionali | Coppe continentali | Coppe continentali | Coppe continentali | Altre coppe | Altre coppe | Altre coppe | Totale | Totale |
| Stagione        | Squadra         | Comp            | Pres       | Reti       | Comp            | Pres            | Reti            | Comp               | Pres               | Reti               | Comp        | Pres        | Reti        | Pres   | Reti   |
| --------------- | --------------- | --------------- | ---------- | ---------- | --------------- | --------------- | --------------- | ------------------ | ------------------ | ------------------ | ----------- | ----------- | ----------- | ------ | ------ |
| 1980-1981       | Ajax            | ED              | 24         | 4          | CO              | 6               | 0               | CC                 | 1                  | 1                  | -           | -           | -           | 31     | 5      |
| 1981-1982       | Ajax            | ED              | 27         | 4          | CO              | 1               | 0               | CdC                | 0                  | 0                  | -           | -           | -           | 28     | 4      |
| 1982-1983       | Ajax            | ED              | 25         | 3          | CO              | 6               | 1               | CC                 | 0                  | 0                  | -           | -           | -           | 31     | 4      |
| 1983-1984       | Ajax            | ED              | 23         | 9          | CO              | 3               | 1               | CC                 | 1                  | 0                  | -           | -           | -           | 27     | 10     |
| 1984-1985       | Ajax            | ED              | 34         | 7          | CO              | 4               | 1               | CU                 | 4                  | 1                  | -           | -           | -           | 42     | 9      |
| 1985-1986       | Ajax            | ED              | 31         | 9          | CO              | 6               | 4               | CC                 | 2                  | 0                  | -           | -           | -           | 39     | 13     |
| 1986-1987       | Ajax            | ED              | 34         | 7          | CO              | 7               | 0               | CdC                | 9                  | 2                  | -           | -           | -           | 50     | 9      |
| lug.-set. 1987  | Ajax            | ED              | 8          | 3          | CO              | 0               | 0               | CdC                | 1                  | 1                  | -           | -           | -           | 9      | 4      |
| set. 1987-1988  | Real Saragozza  | PD              | 11         | 0          | CR              | 0               | 0               | -                  | 0                  | 0                  | -           | -           | -           | 11     | 0      |
| 1988-1989       | Milan           | A               | 31         | 4          | CI              | 6               | 0               | CC                 | 9                  | 1                  | SI          | 1           | 1           | 47     | 6      |
| 1989-1990       | Milan           | A               | 29         | 2          | CI              | 6               | 0               | CC                 | 9                  | 2                  | SU+CInt     | 2+1         | 0           | 47     | 4      |
| 1990-1991       | Milan           | A               | 30         | 3          | CI              | 2               | 0               | CC                 | 4                  | 0                  | SU+CInt     | 2+1         | 1+2         | 39     | 6      |
| 1991-1992       | Milan           | A               | 30         | 5          | CI              | 5               | 0               | -                  | 0                  | 0                  | -           | 0           | 0           | 35     | 5      |
| 1992-1993       | Milan           | A               | 22         | 2          | CI              | 5               | 0               | UCL                | 6                  | 3                  | -           | 0           | 0           | 33     | 5      |
| Totale Milan    | Totale Milan    | Totale Milan    | 142        | 16         |                 | 24              | 0               |                    | 28                 | 6                  |             | 7           | 4           | 201    | 26     |
| 1993-1994       | Ajax            | ED              | 30         | 10         | CO              | 4               | 0               | CdC                | 6                  | 1                  | SO          | 1           | 0           | 41     | 11     |
| 1994-1995       | Ajax            | ED              | 26         | 2          | CO              | 2               | 0               | UCL                | 10                 | 0                  | SO          | 1           | 0           | 39     | 2      |
| Totale Ajax     | Totale Ajax     | Totale Ajax     | 262        | 58         |                 | 39              | 7               |                    | 34                 | 6                  |             | 2           | 0           | 337    | 71     |
| Totale carriera | Totale carriera | Totale carriera | 415        | 74         |                 | 63              | 7               |                    | 62                 | 12                 |             | 9           | 4           | 549    | 97     |

#### Cronologia presenze e reti in nazionale
| Cronologia completa delle presenze e delle reti in nazionale ― Paesi Bassi | Cronologia completa delle presenze e delle reti in nazionale ― Paesi Bassi | Cronologia completa delle presenze e delle reti in nazionale ― Paesi Bassi | Cronologia completa delle presenze e delle reti in nazionale ― Paesi Bassi | Cronologia completa delle presenze e delle reti in nazionale ― Paesi Bassi | Cronologia completa delle presenze e delle reti in nazionale ― Paesi Bassi | Cronologia completa delle presenze e delle reti in nazionale ― Paesi Bassi | Cronologia completa delle presenze e delle reti in nazionale ― Paesi Bassi |
| Data                                                                       | Città                                                                      | In casa                                                                    | Risultato                                                                  | Ospiti                                                                     | Competizione                                                               | Reti                                                                       | Note                                                                       |
| -------------------------------------------------------------------------- | -------------------------------------------------------------------------- | -------------------------------------------------------------------------- | -------------------------------------------------------------------------- | -------------------------------------------------------------------------- | -------------------------------------------------------------------------- | -------------------------------------------------------------------------- | -------------------------------------------------------------------------- |
| 1-9-1981                                                                   | Zurigo                                                                     | Svizzera                                                                   | 2 – 1                                                                      | Paesi Bassi                                                                | Amichevole                                                                 | -                                                                          |                                                                            |
| 23-3-1982                                                                  | Glasgow                                                                    | Scozia                                                                     | 2 – 1                                                                      | Paesi Bassi                                                                | Amichevole                                                                 | -                                                                          |                                                                            |
| 14-4-1982                                                                  | Eindhoven                                                                  | Paesi Bassi                                                                | 1 – 0                                                                      | Grecia                                                                     | Amichevole                                                                 | -                                                                          |                                                                            |
| 25-5-1982                                                                  | Londra                                                                     | Inghilterra                                                                | 2 – 0                                                                      | Paesi Bassi                                                                | Amichevole                                                                 | -                                                                          |                                                                            |
| 1-9-1982                                                                   | Reykjavík                                                                  | Islanda                                                                    | 1 – 1                                                                      | Paesi Bassi                                                                | Amichevole                                                                 | -                                                                          |                                                                            |
| 10-11-1982                                                                 | Rotterdam                                                                  | Paesi Bassi                                                                | 1 – 2                                                                      | Francia                                                                    | Amichevole                                                                 | -                                                                          |                                                                            |
| 27-4-1983                                                                  | Utrecht                                                                    | Paesi Bassi                                                                | 0 – 3                                                                      | Svezia                                                                     | Amichevole                                                                 | -                                                                          |                                                                            |
| 21-9-1983                                                                  | Bruxelles                                                                  | Belgio                                                                     | 2 – 1                                                                      | Paesi Bassi                                                                | Amichevole                                                                 | -                                                                          |                                                                            |
| 17-12-1983                                                                 | Amsterdam                                                                  | Paesi Bassi                                                                | 5 – 0                                                                      | Malta                                                                      | Qual. Euro 1984                                                            | 2                                                                          |                                                                            |
| 14-3-1984                                                                  | Rotterdam                                                                  | Paesi Bassi                                                                | 6 – 0                                                                      | Danimarca                                                                  | Amichevole                                                                 | -                                                                          |                                                                            |
| 17-10-1984                                                                 | Rotterdam                                                                  | Paesi Bassi                                                                | 1 – 2                                                                      | Ungheria                                                                   | Qual. Mondiali 1986                                                        | -                                                                          |                                                                            |
| 1-5-1985                                                                   | Vienna                                                                     | Austria                                                                    | 1 – 1                                                                      | Paesi Bassi                                                                | Qual. Mondiali 1986                                                        | -                                                                          |                                                                            |
| 14-5-1985                                                                  | Budapest                                                                   | Ungheria                                                                   | 0 – 1                                                                      | Paesi Bassi                                                                | Qual. Mondiali 1986                                                        | -                                                                          |                                                                            |
| 4-9-1985                                                                   | Heerenveen                                                                 | Paesi Bassi                                                                | 1 – 0                                                                      | Bulgaria                                                                   | Amichevole                                                                 | -                                                                          |                                                                            |
| 16-10-1985                                                                 | Bruxelles                                                                  | Belgio                                                                     | 1 – 0                                                                      | Paesi Bassi                                                                | Qual. Mondiali 1986                                                        | -                                                                          |                                                                            |
| 20-11-1985                                                                 | Rotterdam                                                                  | Paesi Bassi                                                                | 2 – 1                                                                      | Belgio                                                                     | Qual. Mondiali 1986                                                        | -                                                                          |                                                                            |
| 10-9-1986                                                                  | Praga                                                                      | Cecoslovacchia                                                             | 1 – 0                                                                      | Paesi Bassi                                                                | Amichevole                                                                 | -                                                                          |                                                                            |
| 15-10-1986                                                                 | Budapest                                                                   | Ungheria                                                                   | 0 – 1                                                                      | Paesi Bassi                                                                | Qual. Euro 1988                                                            | -                                                                          |                                                                            |
| 19-11-1986                                                                 | Amsterdam                                                                  | Paesi Bassi                                                                | 0 – 0                                                                      | Polonia                                                                    | Qual. Euro 1988                                                            | -                                                                          |                                                                            |
| 21-12-1986                                                                 | Nicosia                                                                    | Cipro                                                                      | 0 – 2                                                                      | Paesi Bassi                                                                | Qual. Euro 1988                                                            | -                                                                          |                                                                            |
| 21-1-1987                                                                  | Barcellona                                                                 | Spagna                                                                     | 1 – 1                                                                      | Paesi Bassi                                                                | Amichevole                                                                 | -                                                                          |                                                                            |
| 25-3-1987                                                                  | Rotterdam                                                                  | Paesi Bassi                                                                | 1 – 1                                                                      | Grecia                                                                     | Qual. Euro 1988                                                            | -                                                                          |                                                                            |
| 29-4-1987                                                                  | Rotterdam                                                                  | Paesi Bassi                                                                | 2 – 0                                                                      | Ungheria                                                                   | Qual. Euro 1988                                                            | -                                                                          |                                                                            |
| 9-9-1987                                                                   | Rotterdam                                                                  | Paesi Bassi                                                                | 0 – 0                                                                      | Belgio                                                                     | Amichevole                                                                 | -                                                                          |                                                                            |
| 24-5-1988                                                                  | Utrecht                                                                    | Paesi Bassi                                                                | 1 – 2                                                                      | Bulgaria                                                                   | Amichevole                                                                 | -                                                                          |                                                                            |
| 1-6-1988                                                                   | Amsterdam                                                                  | Paesi Bassi                                                                | 2 – 0                                                                      | Romania                                                                    | Amichevole                                                                 | -                                                                          |                                                                            |
| 12-6-1988                                                                  | Colonia                                                                    | Unione Sovietica                                                           | 1 – 0                                                                      | Paesi Bassi                                                                | Euro 1988 - 1º turno                                                       | -                                                                          |                                                                            |
| 15-6-1988                                                                  | Düsseldorf                                                                 | Paesi Bassi                                                                | 3 – 1                                                                      | Inghilterra                                                                | Euro 1988 - 1º turno                                                       | -                                                                          |                                                                            |
| 18-6-1988                                                                  | Gelsenkirchen                                                              | Paesi Bassi                                                                | 1 – 0                                                                      | Irlanda                                                                    | Euro 1988 - 1º turno                                                       | -                                                                          |                                                                            |
| 21-6-1988                                                                  | Amburgo                                                                    | Germania Ovest                                                             | 1 – 2                                                                      | Paesi Bassi                                                                | Euro 1988 - Semifinale                                                     | -                                                                          |                                                                            |
| 25-6-1988                                                                  | Monaco di Baviera                                                          | Paesi Bassi                                                                | 2 – 0                                                                      | Unione Sovietica                                                           | Euro 1988 - Finale                                                         | -                                                                          | [ 27 ]                                                                     |
| 14-9-1988                                                                  | Amsterdam                                                                  | Paesi Bassi                                                                | 1 – 0                                                                      | Galles                                                                     | Qual. Mondiali 1990                                                        | -                                                                          |                                                                            |
| 19-10-1988                                                                 | Monaco di Baviera                                                          | Germania Ovest                                                             | 0 – 0                                                                      | Paesi Bassi                                                                | Qual. Mondiali 1990                                                        | -                                                                          |                                                                            |
| 16-11-1988                                                                 | Roma                                                                       | Italia                                                                     | 1 – 0                                                                      | Paesi Bassi                                                                | Amichevole                                                                 | -                                                                          |                                                                            |
| 22-3-1989                                                                  | Eindhoven                                                                  | Paesi Bassi                                                                | 2 – 0                                                                      | Unione Sovietica                                                           | Amichevole                                                                 | -                                                                          |                                                                            |
| 26-4-1989                                                                  | Rotterdam                                                                  | Paesi Bassi                                                                | 1 – 1                                                                      | Germania Ovest                                                             | Qual. Mondiali 1990                                                        | -                                                                          |                                                                            |
| 31-5-1989                                                                  | Helsinki                                                                   | Finlandia                                                                  | 0 – 1                                                                      | Paesi Bassi                                                                | Qual. Mondiali 1990                                                        | -                                                                          |                                                                            |
| 11-10-1989                                                                 | Wrexham                                                                    | Galles                                                                     | 1 – 2                                                                      | Paesi Bassi                                                                | Qual. Mondiali 1990                                                        | -                                                                          |                                                                            |
| 15-11-1989                                                                 | Rotterdam                                                                  | Paesi Bassi                                                                | 3 – 0                                                                      | Finlandia                                                                  | Qual. Mondiali 1990                                                        | -                                                                          |                                                                            |
| 21-2-1990                                                                  | Amsterdam                                                                  | Paesi Bassi                                                                | 0 – 0                                                                      | Italia                                                                     | Amichevole                                                                 | -                                                                          |                                                                            |
| 30-5-1990                                                                  | Vienna                                                                     | Austria                                                                    | 3 – 2                                                                      | Paesi Bassi                                                                | Amichevole                                                                 | -                                                                          |                                                                            |
| 3-6-1990                                                                   | Zagabria                                                                   | Jugoslavia                                                                 | 0 – 2                                                                      | Paesi Bassi                                                                | Amichevole                                                                 | 1                                                                          |                                                                            |
| 12-6-1990                                                                  | Palermo                                                                    | Paesi Bassi                                                                | 1 – 1                                                                      | Egitto                                                                     | Mondiali 1990 - 1º turno                                                   | -                                                                          |                                                                            |
| 16-6-1990                                                                  | Cagliari                                                                   | Inghilterra                                                                | 0 – 0                                                                      | Paesi Bassi                                                                | Mondiali 1990 - 1º turno                                                   | -                                                                          |                                                                            |
| 21-6-1990                                                                  | Palermo                                                                    | Irlanda                                                                    | 1 – 1                                                                      | Paesi Bassi                                                                | Mondiali 1990 - 1º turno                                                   | -                                                                          |                                                                            |
| 24-6-1990                                                                  | Milano                                                                     | Paesi Bassi                                                                | 1 – 2                                                                      | Germania Ovest                                                             | Mondiali 1990 - Ottavi di finale                                           | -                                                                          |                                                                            |
| 11-9-1991                                                                  | Eindhoven                                                                  | Paesi Bassi                                                                | 1 – 1                                                                      | Polonia                                                                    | Amichevole                                                                 | -                                                                          |                                                                            |
| 16-10-1991                                                                 | Rotterdam                                                                  | Paesi Bassi                                                                | 1 – 0                                                                      | Portogallo                                                                 | Qual. Euro 1992                                                            | -                                                                          |                                                                            |
| 4-12-1991                                                                  | Salonicco                                                                  | Grecia                                                                     | 0 – 2                                                                      | Paesi Bassi                                                                | Qual. Euro 1992                                                            | -                                                                          |                                                                            |
| 25-3-1992                                                                  | Amsterdam                                                                  | Paesi Bassi                                                                | 2 – 0                                                                      | Jugoslavia                                                                 | Amichevole                                                                 | -                                                                          |                                                                            |
| 27-5-1992                                                                  | Stoccarda                                                                  | Paesi Bassi                                                                | 3 – 2                                                                      | Austria                                                                    | Amichevole                                                                 | 1                                                                          |                                                                            |
| 30-5-1992                                                                  | Utrecht                                                                    | Paesi Bassi                                                                | 4 – 0                                                                      | Galles                                                                     | Amichevole                                                                 | -                                                                          |                                                                            |
| 12-6-1992                                                                  | Göteborg                                                                   | Scozia                                                                     | 0 – 1                                                                      | Paesi Bassi                                                                | Euro 1992 - 1º turno                                                       | -                                                                          |                                                                            |
| 15-6-1992                                                                  | Göteborg                                                                   | Paesi Bassi                                                                | 1 – 1                                                                      | Comunità degli Stati Indipendenti                                          | Euro 1992 - 1º turno                                                       | -                                                                          |                                                                            |
| 18-6-1992                                                                  | Göteborg                                                                   | Germania                                                                   | 1 – 3                                                                      | Paesi Bassi                                                                | Euro 1992 - 1º turno                                                       | 1                                                                          |                                                                            |
| 22-6-1992                                                                  | Göteborg                                                                   | Danimarca                                                                  | 2 – 2 dts (5 – 4 dtr)                                                      | Paesi Bassi                                                                | Euro 1992 - Semifinale                                                     | 1                                                                          |                                                                            |
| 9-9-1992                                                                   | Eindhoven                                                                  | Paesi Bassi                                                                | 2 – 3                                                                      | Italia                                                                     | Amichevole                                                                 | -                                                                          |                                                                            |
| 23-9-1992                                                                  | Oslo                                                                       | Norvegia                                                                   | 2 – 1                                                                      | Paesi Bassi                                                                | Qual. Mondiali 1994                                                        | -                                                                          |                                                                            |
| 14-10-1992                                                                 | Rotterdam                                                                  | Paesi Bassi                                                                | 2 – 2                                                                      | Polonia                                                                    | Qual. Mondiali 1994                                                        | -                                                                          |                                                                            |
| 16-12-1992                                                                 | Istanbul                                                                   | Turchia                                                                    | 1 – 3                                                                      | Paesi Bassi                                                                | Qual. Mondiali 1994                                                        | -                                                                          |                                                                            |
| 28-4-1993                                                                  | Londra                                                                     | Inghilterra                                                                | 2 – 2                                                                      | Paesi Bassi                                                                | Qual. Mondiali 1994                                                        | -                                                                          |                                                                            |
| 9-6-1993                                                                   | Rotterdam                                                                  | Paesi Bassi                                                                | 0 – 0                                                                      | Norvegia                                                                   | Qual. Mondiali 1994                                                        | -                                                                          |                                                                            |
| 22-9-1993                                                                  | Bologna                                                                    | San Marino                                                                 | 0 – 7                                                                      | Paesi Bassi                                                                | Qual. Mondiali 1994                                                        | -                                                                          |                                                                            |
| 13-10-1993                                                                 | Amsterdam                                                                  | Paesi Bassi                                                                | 2 – 0                                                                      | Inghilterra                                                                | Qual. Mondiali 1994                                                        | -                                                                          |                                                                            |
| 19-1-1994                                                                  | Tunisi                                                                     | Tunisia                                                                    | 2 – 2                                                                      | Paesi Bassi                                                                | Amichevole                                                                 | 1                                                                          |                                                                            |
| 23-3-1994                                                                  | Glasgow                                                                    | Scozia                                                                     | 0 – 1                                                                      | Paesi Bassi                                                                | Amichevole                                                                 | -                                                                          | cap.                                                                       |
| 20-4-1994                                                                  | Tilburg                                                                    | Paesi Bassi                                                                | 0 – 1                                                                      | Irlanda                                                                    | Amichevole                                                                 | -                                                                          |                                                                            |
| 1-6-1994                                                                   | Eindhoven                                                                  | Paesi Bassi                                                                | 7 – 1                                                                      | Ungheria                                                                   | Amichevole                                                                 | 2                                                                          |                                                                            |
| 12-6-1994                                                                  | Toronto                                                                    | Canada                                                                     | 0 – 3                                                                      | Paesi Bassi                                                                | Amichevole                                                                 | 1                                                                          |                                                                            |
| 20-6-1994                                                                  | Washington                                                                 | Paesi Bassi                                                                | 2 – 1                                                                      | Arabia Saudita                                                             | Mondiali 1994 - 1º turno                                                   | -                                                                          |                                                                            |
| 25-6-1994                                                                  | Orlando                                                                    | Belgio                                                                     | 1 – 0                                                                      | Paesi Bassi                                                                | Mondiali 1994 - 1º turno                                                   | -                                                                          |                                                                            |
| 4-7-1994                                                                   | Orlando                                                                    | Paesi Bassi                                                                | 2 – 0                                                                      | Irlanda                                                                    | Mondiali 1994 - Ottavi di finale                                           | -                                                                          |                                                                            |
| 9-7-1994                                                                   | Dallas                                                                     | Brasile                                                                    | 3 – 2                                                                      | Paesi Bassi                                                                | Mondiali 1994 - Quarti di finale                                           | -                                                                          |                                                                            |
| Totale                                                                     |                                                                            | Presenze                                                                   | 73                                                                         |                                                                            | Reti                                                                       | 10                                                                         |                                                                            |

### Statistiche da allenatore

#### Club
Statistiche aggiornate al 23 dicembre 2011. In grassetto le competizioni vinte.
| Stagione           | Squadra            | Campionato         | Campionato | Campionato | Campionato | Campionato | Coppe nazionali | Coppe nazionali | Coppe nazionali | Coppe nazionali | Coppe nazionali | Coppe continentali | Coppe continentali | Coppe continentali | Coppe continentali | Coppe continentali | Altre coppe | Altre coppe | Altre coppe | Altre coppe | Altre coppe | Totale | Totale | Totale | Totale | % Vittorie | Piazzamento |
| Stagione           | Squadra            | Comp               | G          | V          | N          | P          | Comp            | G               | V               | N               | P               | Comp               | G                  | V                  | N                  | P                  | Comp        | G           | V           | N           | P           | G      | V      | N      | P      | %          | Piazzamento |
| ------------------ | ------------------ | ------------------ | ---------- | ---------- | ---------- | ---------- | --------------- | --------------- | --------------- | --------------- | --------------- | ------------------ | ------------------ | ------------------ | ------------------ | ------------------ | ----------- | ----------- | ----------- | ----------- | ----------- | ------ | ------ | ------ | ------ | ---------- | ----------- |
| 2001-2002          | Sparta Rotterdam   | ED                 | 34         | 4          | 12         | 18         | CO              | 4               | 2               | 0               | 2               | -                  | -                  | -                  | -                  | -                  | -           | -           | -           | -           | -           | 38     | 6      | 12     | 20     | 15,79      | 17° (ret.)  |
| 2003-2004          | Barcellona         | PD                 | 38         | 21         | 9          | 8          | CR              | 6               | 3               | 1               | 2               | CU                 | 8                  | 5                  | 2                  | 1                  | -           | -           | -           | -           | -           | 52     | 29     | 12     | 11     | 55,77      | 2°          |
| 2004-2005          | Barcellona         | PD                 | 38         | 25         | 9          | 4          | CR              | 1               | 0               | 0               | 1               | UCL                | 8                  | 4                  | 1                  | 3                  | -           | -           | -           | -           | -           | 47     | 29     | 10     | 8      | 61,70      | 1°          |
| 2005-2006          | Barcellona         | PD                 | 38         | 25         | 7          | 6          | CR              | 4               | 3               | 0               | 1               | UCL                | 13                 | 9                  | 4                  | 0                  | SS          | 2           | 1           | 0           | 1           | 57     | 38     | 11     | 8      | 66,67      | 1°          |
| 2006-2007          | Barcellona         | PD                 | 38         | 22         | 10         | 6          | CR              | 8               | 6               | 0               | 2               | UCL                | 8                  | 4                  | 2                  | 2                  | SS+SU+Cmc   | 2+1+2       | 2+0+1       | 0+0+0       | 0+1+1       | 59     | 35     | 12     | 12     | 59,32      | 2°          |
| 2007-2008          | Barcellona         | PD                 | 38         | 19         | 10         | 9          | CR              | 8               | 2               | 5               | 1               | UCL                | 12                 | 8                  | 3                  | 1                  | -           | -           | -           | -           | -           | 58     | 29     | 18     | 11     | 50,00      | 3°          |
| Totale Barcellona  | Totale Barcellona  | Totale Barcellona  | 190        | 112        | 45         | 33         |                 | 27              | 14              | 6               | 7               |                    | 49                 | 30                 | 12                 | 7                  |             | 7           | 4           | 0           | 3           | 273    | 160    | 63     | 50     | 58,61      |             |
| 2009-2010          | Galatasaray        | SL                 | 34         | 19         | 7          | 8          | TK              | 7               | 5               | 1               | 1               | UEL                | 14                 | 8                  | 4                  | 2                  | -           | -           | -           | -           | -           | 55     | 32     | 12     | 11     | 58,18      | 3°          |
| 2010-2011          | Galatasaray        | SL                 | 8          | 4          | 0          | 4          | TK              | 0               | 0               | 0               | 0               | UEL                | 4                  | 1                  | 3                  | 0                  | -           | -           | -           | -           | -           | 12     | 5      | 3      | 4      | 41,67      | Dim.        |
| Totale Galatasaray | Totale Galatasaray | Totale Galatasaray | 42         | 23         | 7          | 12         |                 | 7               | 5               | 1               | 1               |                    | 18                 | 9                  | 7                  | 2                  |             | -           | -           | -           | -           | 67     | 37     | 15     | 15     | 55,22      |             |
| Totale carriera    | Totale carriera    | Totale carriera    | 266        | 139        | 64         | 63         |                 | 38              | 21              | 7               | 10              |                    | 67                 | 39                 | 19                 | 9                  |             | 7           | 4           | 0           | 3           | 378    | 203    | 90     | 85     | 53,70      |             |

#### Nazionale

##### Olanda
| Squadra     | Naz                    | dal            | al             | Record | Record | Record | Record     | Record | Record | Record | Record |
| G           | V                      | N              | P              | GF     | GS     | DR     | % Vittorie |        |        |        |        |
| ----------- | ---------------------- | -------------- | -------------- | ------ | ------ | ------ | ---------- | ------ | ------ | ------ | ------ |
| Paesi Bassi | Paesi Bassi (bandiera) | 1º luglio 1998 | 30 giugno 2000 | 22     | 8      | 12     | 2          | 38     | 25     | +13    | 36,36  |

##### Panchine da commissario tecnico della nazionale olandese
| Cronologia completa delle presenze e delle reti in nazionale ― Paesi Bassi | Cronologia completa delle presenze e delle reti in nazionale ― Paesi Bassi | Cronologia completa delle presenze e delle reti in nazionale ― Paesi Bassi | Cronologia completa delle presenze e delle reti in nazionale ― Paesi Bassi | Cronologia completa delle presenze e delle reti in nazionale ― Paesi Bassi | Cronologia completa delle presenze e delle reti in nazionale ― Paesi Bassi | Cronologia completa delle presenze e delle reti in nazionale ― Paesi Bassi | Cronologia completa delle presenze e delle reti in nazionale ― Paesi Bassi |
| Data                                                                       | Città                                                                      | In casa                                                                    | Risultato                                                                  | Ospiti                                                                     | Competizione                                                               | Reti                                                                       | Note                                                                       |
| -------------------------------------------------------------------------- | -------------------------------------------------------------------------- | -------------------------------------------------------------------------- | -------------------------------------------------------------------------- | -------------------------------------------------------------------------- | -------------------------------------------------------------------------- | -------------------------------------------------------------------------- | -------------------------------------------------------------------------- |
| 10-10-1998                                                                 | Eindhoven                                                                  | Paesi Bassi                                                                | 2 – 0                                                                      | Perù                                                                       | Amichevole                                                                 | Jaap Stam Peter van Vossen                                                 | Cap: F.de Boer                                                             |
| 13-10-1998                                                                 | Arnhem                                                                     | Paesi Bassi                                                                | 0 – 0                                                                      | Ghana                                                                      | Amichevole                                                                 | -                                                                          | Cap: F.de Boer                                                             |
| 18-11-1998                                                                 | Gelsenkirchen                                                              | Germania                                                                   | 1 – 1                                                                      | Paesi Bassi                                                                | Amichevole                                                                 | Michael Reiziger                                                           | Cap: F.de Boer                                                             |
| 10-2-1999                                                                  | Parigi                                                                     | Paesi Bassi                                                                | 0 – 0                                                                      | Portogallo                                                                 | Amichevole                                                                 | -                                                                          | Cap: F.de Boer                                                             |
| 31-3-1999                                                                  | Amsterdam                                                                  | Paesi Bassi                                                                | 1 – 1                                                                      | Argentina                                                                  | Amichevole                                                                 | Edgar Davids                                                               | Cap: F.de Boer                                                             |
| 28-4-1999                                                                  | Arnhem                                                                     | Paesi Bassi                                                                | 1 – 2                                                                      | Marocco                                                                    | Amichevole                                                                 | Ruud van Nistelrooij                                                       | E.van der Sar                                                              |
| 5-6-1999                                                                   | Salvador                                                                   | Brasile                                                                    | 2 – 2                                                                      | Paesi Bassi                                                                | Amichevole                                                                 | Patrick Kluivert Peter van Vossen                                          | Cap: F.de Boer                                                             |
| 8-6-1999                                                                   | Goiânia                                                                    | Brasile                                                                    | 3 – 1                                                                      | Paesi Bassi                                                                | Amichevole                                                                 | Pierre van Hooijdonk                                                       | Cap: F.de Boer                                                             |
| 18-8-1999                                                                  | Copenaghen                                                                 | Danimarca                                                                  | 0 – 0                                                                      | Paesi Bassi                                                                | Amichevole                                                                 | -                                                                          | Cap: F.de Boer                                                             |
| 4-9-1999                                                                   | Rotterdam                                                                  | Paesi Bassi                                                                | 5 – 5                                                                      | Belgio                                                                     | Amichevole                                                                 | 2 Edgar Davids 3 Patrick Kluivert                                          | Cap: F.de Boer                                                             |
| 9-10-1999                                                                  | Amsterdam                                                                  | Paesi Bassi                                                                | 2 – 2                                                                      | Brasile                                                                    | Amichevole                                                                 | Dennis Bergkamp Boudewijn Zenden                                           |                                                                            |
| 13-11-1999                                                                 | Eindhoven                                                                  | Paesi Bassi                                                                | 1 – 1                                                                      | Rep. Ceca                                                                  | Amichevole                                                                 | Jaap Stam                                                                  | Cap: F.de Boer                                                             |
| 23-2-2000                                                                  | Amsterdam                                                                  | Paesi Bassi                                                                | 2 – 1                                                                      | Germania                                                                   | Amichevole                                                                 | Patrick Kluivert Boudewijn Zenden                                          | Cap: P.Cocu                                                                |
| 29-3-2000                                                                  | Bruxelles                                                                  | Belgio                                                                     | 2 – 2                                                                      | Paesi Bassi                                                                | Amichevole                                                                 | 2 Patrick Kluivert                                                         | Cap: F.de Boer                                                             |
| 26-4-2000                                                                  | Arnhem                                                                     | Paesi Bassi                                                                | 0 – 0                                                                      | Scozia                                                                     | Amichevole                                                                 | -                                                                          | Cap: F.de Boer                                                             |
| 27-5-2000                                                                  | Amsterdam                                                                  | Paesi Bassi                                                                | 2 – 1                                                                      | Romania                                                                    | Amichevole                                                                 | Marc Overmars Patrick Kluivert                                             | Cap: F.de Boer                                                             |
| 4-6-2000                                                                   | Losanna                                                                    | Polonia                                                                    | 1 – 3                                                                      | Paesi Bassi                                                                | Amichevole                                                                 | Frank de Boer 2 Patrick Kluivert                                           | Cap: F.de Boer                                                             |
| 11-6-2000                                                                  | Amsterdam                                                                  | Paesi Bassi                                                                | 1 – 0                                                                      | Rep. Ceca                                                                  | Euro 2000 - Fase a gironi                                                  | Frank de Boer (rig.)                                                       | Cap: F.de Boer                                                             |
| 16-6-2000                                                                  | Rotterdam                                                                  | Danimarca                                                                  | 0 – 3                                                                      | Paesi Bassi                                                                | Euro 2000 - Fase a gironi                                                  | Patrick Kluivert Ronald de Boer Boudewijn Zenden                           | Cap: F.de Boer                                                             |
| 21-6-2000                                                                  | Amsterdam                                                                  | Francia                                                                    | 2 – 3                                                                      | Paesi Bassi                                                                | Euro 2000 - Fase a gironi                                                  | Patrick Kluivert Frank de Boer Boudewijn Zenden                            | Cap: F.de Boer                                                             |
| 25-6-2000                                                                  | Rotterdam                                                                  | Paesi Bassi                                                                | 6 – 1                                                                      | Jugoslavia                                                                 | Euro 2000 - Quarti di finale                                               | 3 Patrick Kluivert autorete 2 Marc Overmars                                | Cap: F.de Boer                                                             |
| 29-6-2000                                                                  | Amsterdam                                                                  | Paesi Bassi                                                                | 0 – 0 dts (1 - 3 dtr)                                                      | Italia                                                                     | Euro 2000 - Semifinale                                                     | -                                                                          | Cap: F.de Boer                                                             |
| Totale                                                                     |                                                                            | Presenze                                                                   | 22                                                                         |                                                                            | Reti                                                                       | 38                                                                         |                                                                            |

#### Arabia Saudita
| Arabia Saudita | Arabia Saudita (bandiera) | 2 luglio 2011 | 16 gennaio 2013 | 27 | 7 | 9 | 11 | 25,93 |

## Palmarès

### Giocatore

#### Club

##### Competizioni nazionali
- Campionato olandese: 5

Ajax: 1981-1982, 1982-1983, 1984-1985, 1993-1994, 1994-1995
- Coppa dei Paesi Bassi: 3

Ajax: 1982-1983, 1985-1986, 1986-1987
- Supercoppa italiana: 2

Milan: 1988, 1992
- Campionato italiano: 2

Milan: 1991-1992, 1992-1993
- Supercoppa dei Paesi Bassi: 2

Ajax: 1993, 1994

##### Competizioni internazionali
- Coppa delle Coppe: 1

Ajax: 1986-1987
- Coppa dei Campioni/UEFA Champions League: 3

Milan: 1988-1989, 1989-1990
Ajax: 1994-1995
- Supercoppa UEFA: 2

Milan: 1989, 1990
- Coppa Intercontinentale: 2

Milan: 1989, 1990

#### Nazionale
- Campionato d'Europa: 1

Germania Ovest 1988

#### Individuale
- Golden Shoe: 2

1985, 1987
- Inserito nella squadra ideale di Euro 1988[12]
- Miglior giocatore della Coppa Intercontinentale: 1

1990
- Guerin d'oro: 1

1991-1992
- ESM Team of the Year: 1

1994-1995
- Inserito nella FIFA 100 (2004)
- UEFA President's Award (2005)
- Inserito nella hall of fame del Milan[33]
- Candidato al Dream Team del Pallone d'oro (2020)

### Allenatore

#### Club

##### Competizioni nazionali
- Campionato spagnolo: 2

Barcellona: 2004-2005, 2005-2006
- Supercoppa di Spagna: 2

Barcellona: 2005, 2006

##### Competizioni internazionali
- UEFA Champions League: 1

Barcellona: 2005-2006

#### Individuale
- Premio Don Balón: 2

Miglior allenatore: 2004-2005, 2005-2006
- Allenatore dell'anno UEFA: 1

2006
- Premio Onze al miglior allenatore europeo dell'anno: 1

2006